# ادواردو ایتورباید
ادواردو ایتورباید (انگلیسی: Eduardo Ithurbide؛ زادهٔ ۱۰ مارس ۱۹۰۸) بازیکن فوتبال اهل اروگوئه است.
از باشگاه‌هایی که در آن بازی کرده‌است می‌توان به باشگاه فوتبال ناسیونال اروگوئه اشاره کرد.
وی همچنین در تیم‌های ملی فوتبال اروگوئه و France national football B team بازی کرده‌است.